# 舒子晨
舒子晨（英語：Nikita Hsu，1991年5月6日—），台灣女藝人、主持人、演員、啦啦隊，本名陳盈穎。丈夫是排球員和體育老師許美中

## 演藝生涯
舒子晨是綜藝節目《大學生了沒》固定班底，曾參加電視選秀節目《超級模王大道2》獲得第六名，擅長舞蹈。
2015年，她發行個人單曲《鐵血公主》；2016年與夏語心、茵茵共組團體「犯規小姐」。
2017年上半年，舒子晨出版個人寫真集，同年中旬與納豆搭檔主持節目《同學！搞什麼鬼？》，擔任助理主持；至該年年末，接替徐薇和陳建州一起主持《上班這黨事》。
2023年透露自己在演藝圈出道前為LuxyGirls 美式啦啦隊成員，2022年起為彰化柏力力籃球隊應援。4月13日在 Facebook 宣布以隊長身份回歸。

## 作品

### 主持作品

#### 電視節目
| 年 份  | 節目名稱           | 播出頻道                   | 備註                                                                                |
| 2017年 | 《環遊世界800天》  | 愛爾達綜合臺、愛爾達影劇臺 |                                                                                     |
| 2017年 | 《同學！搞什麼鬼》 | 八大綜合台                 | 與納豆共同主持                                                                      |
| 2018年 | 《上班這黨事》     | TVBS歡樂台                 | 與陳建州共同主持                                                                    |
| 2020年 | 《食尚玩家》       | TVBS歡樂台                 | 與鍾欣愉、哈孝遠、大谷主水、梁赫群、納豆、張文綺、廖亦崟、風田、張立東、MAX共同主持 |
| 2022年 | 《綜藝玩很大》     | 中視、三立都會台           | 節目固定成員 2022年6月25日－7月2日                                                  |

### 戲劇作品

#### 電視劇與網路劇
| 年 份  | 頻 道      | 劇 名                | 角 色  |
| 2015年 | 樂視網     | 《PMAM之慾望俱樂部》 | 彤彤   |
| 2017年 | 大愛電視劇 | 《生命桃花源》       | 李數珠 |

#### 電影
| 年 份  | 電影名稱      | 飾 演      | 介 紹                |
| 2016年 | 《大尾鱸鰻2》 | 金馬獎女星 |                      |
| 2016年 | 《風雲高手》  | 竹         | 籃球隊員，背號17號。 |

### 音樂作品

#### 單曲
- 2016年 《鐵血公主》

#### EP
- 2019年 《RED ANGEL》

### 書籍作品
| 年 份         | 類 型  | 名 稱                          |
| 2017年4月18日 | 寫真書 | 《舒子晨Nikita》超激寫真全記錄 |

## 外部連結
- 舒子晨的Facebook專頁
- 舒子晨的Instagram帳戶
- 舒子晨的新浪微博
- 舒子晨在香港影庫上的簡介